# آرتور کورشام
آرتور ویلیام کورشام (به انگلیسی: Arthur William Cursham) (زادهٔ ۱۴ مارس ۱۸۵۳ - درگذشته ۲۴ دسامبر ۱۸۸۴) ابتدا بازیکن کریکت و سپس فوتبال اهل کشور انگلستان بود که سابقهٔ بازی در تیم ملی فوتبال انگلستان را در کارنامهٔ خود دارد. وی در تاریخ ۴ مارس ۱۸۷۶ نخستین بازی ملی خود را در مقابل تیم ملی فوتبال اسکاتلند انجام داد و با حضور در ۶ بازی ملی، در تاریخ ۱۰ مارس ۱۸۸۳ واپسین بازی ملی‌اش را در برابر تیم ملی فوتبال اسکاتلند برگزار کرد.
این بازیکن توانسته در بازی‌های ملی، ۲ گل به ثمر برساند.